# Ptycholaemus murinus
Ptycholaemus murinus là một loài bọ cánh cứng trong họ Cerambycidae.